# Adam Krah

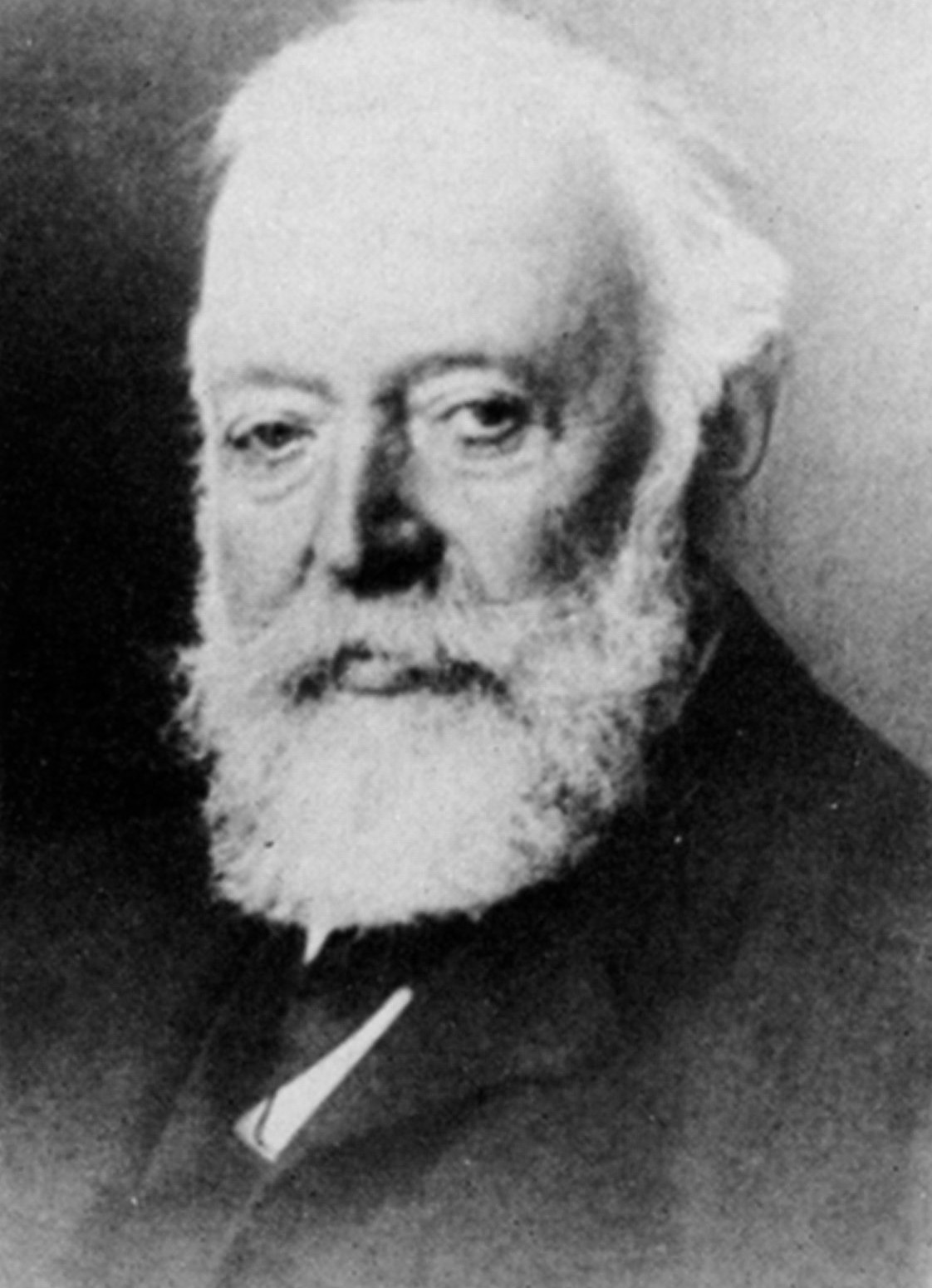
Adam Krah

Adam Krah (Adam Johann Theodor Krah, * 6. Februar 1837 in Neustadt in Holstein; † 9. Mai 1909 in Kiel) war Präsident des Oberlandesgerichts Celle. 

## Leben
Krah wurde am 6. Februar 1837 als ältestes Kind des Neustädter Doktors der Medizin und Chirurgie Karl Krah (1807–1883) geboren. Er war damit ein Enkelkind des Neustädter Senators Adam Jansen (1781–1861). Seine Geschwister bestritten teils ebenfalls Wege des Erfolgs:
- Dorothea (1839–1908), zunächst mit Johann Wehle, dann in Hamburg verheiratet
- Waldemar (1841–1898), später Bankdirektor in Rio de Janeiro
- Auguste (1845–1914), ledig in Neustadt
- Julius (1848–1893), später Kaufmann in Odessa

Adam Krah besuchte das Gymnasium in Eutin sowie die Universitäten Kiel 1855 und 1856–59, Leipzig 1855–56. Nach bestandenem Examen wurde Krah 1859 Amtsgerichtssekretär in Bordesholm, 1864 kommissarischer Syndikus der Stadt Kiel, im April 1865 Obergerichtsrat in Glückstadt, im Oktober 1867 Oberappellationsgerichtsrat in Kiel, 1877 als Hilfsarbeiter ins Justizministerium berufen, 1879 zum Landgerichtspräsidenten in Flensburg ernannt.
In den Zeiträumen 1873–1882 und 1885–1894 war Adam Krah Mitglied des Hauses der Abgeordneten und gehörte dort lange Jahre der Budgetkommission des Reichstags an. Gewählt wurde er in Itzehoe für den Wahlkreis 10 Provinz Schleswig-Holstein (Steinburg) (freikonservativ).
Adam Krah wurde der Charakter preußischer Wirklicher Geheimer Oberjustizrat verliehen, er war als solcher 1894–1905 Oberlandesgerichtspräsident in Celle. Sein Nachfolger im Amt des Präsidenten wurde 1905 Wilhelm Heinroth.